# モロンダバ空港
モロンダバ空港（モロンダバくうこう、マダガスカル語: Seranam-piaramanidina Morondava、フランス語: Aéroport de Morondava、(IATA: MOQ, ICAO: FMMV)）は、マダガスカル共和国のトゥリアラ州メナベ地域圏モロンダバにある空港。この空港は、モロンダバの中心市街地から、東に 4.5km ほどの位置にある。

## 就航航空会社と就航都市
| 航空会社         | 就航地                                         |
| ---------------- | ---------------------------------------------- |
| マダガスカル航空 | アンタナナリボ（イヴァト国際空港）、トゥリアラ |

## ギャラリー

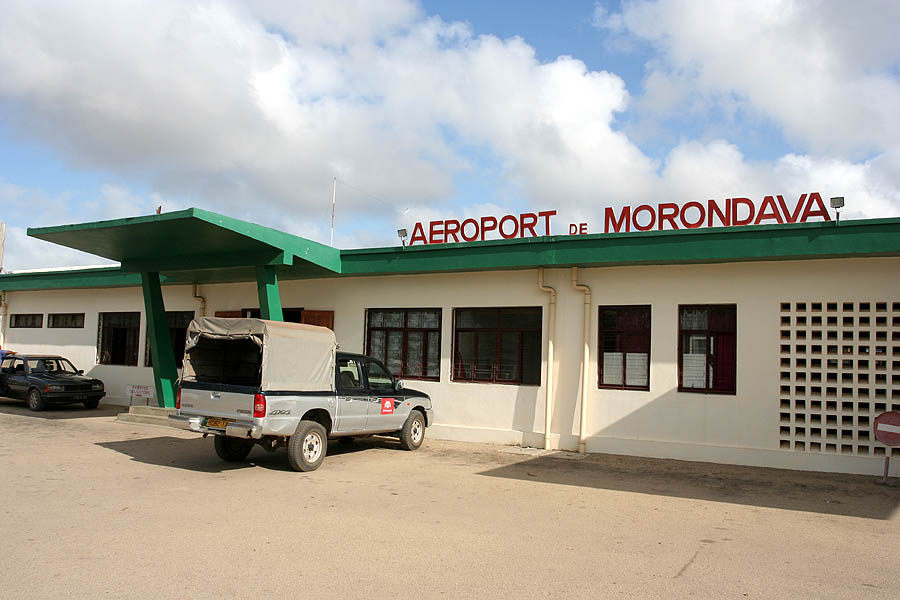
モロンダバ空港の正面、2007年撮影。
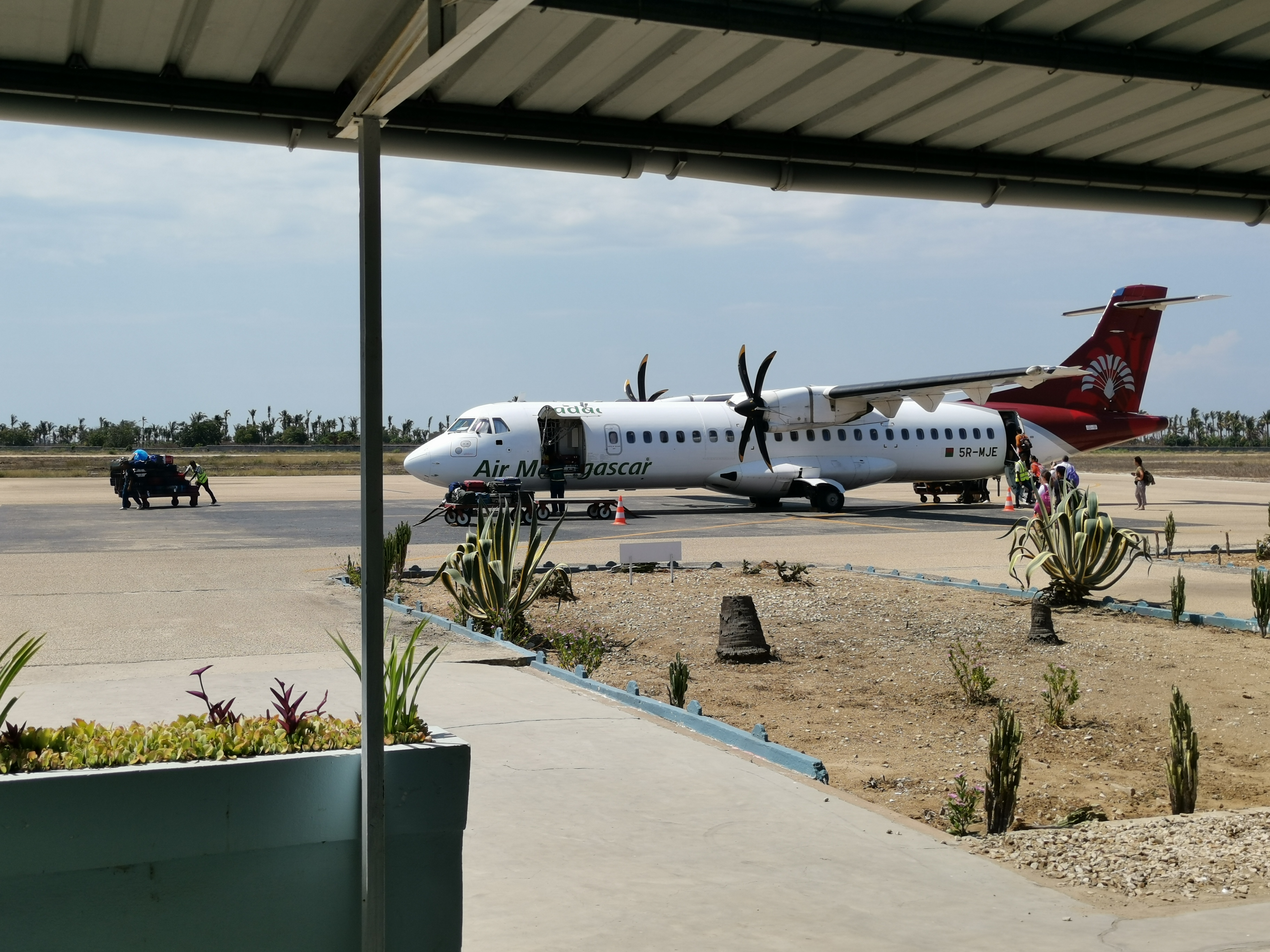
モロンダバ空港に駐機するマダガスカル航空のATR 72、2019年撮影。